# Entwicklung der Stearinkerze

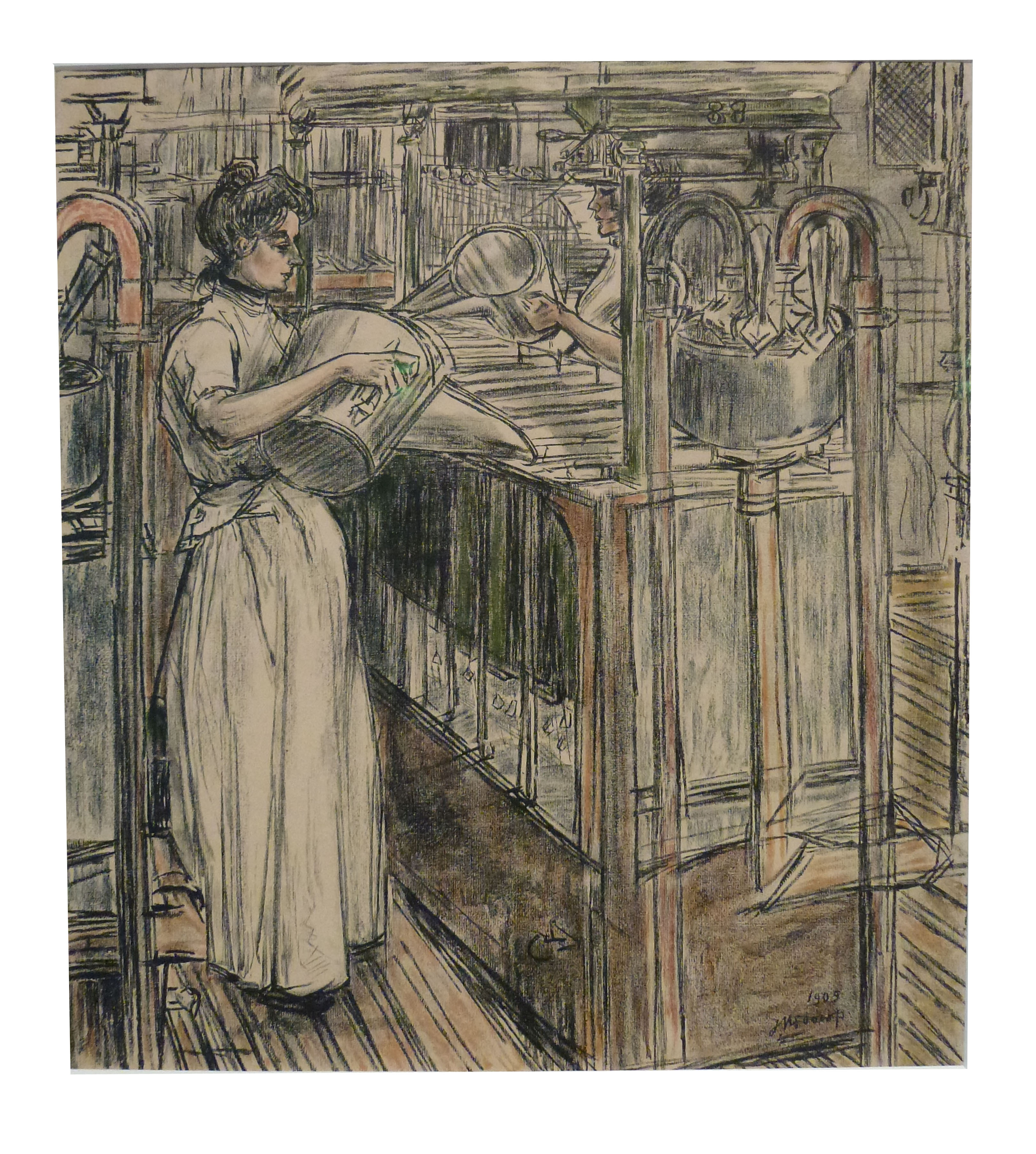
Jan Toorop, Kerzengießen in der Stearine-Kaarsenfabriek Gouda, 1905

Die Entwicklung der Stearinkerze begann als Nebenergebnis bei der Forschung zur Verbesserung von Seife. Der Pariser Chemiker Eugène Chevreul entdeckte ab 1816 im gebräuchlichen Kerzenrohstoff Talg drei Fettsäuren mit unterschiedlichem Schmelzpunkt, trennte diese voneinander und erhielt so einen festeren Grundstoff, die Stearinsäure. Das gemeinsam mit Joseph Louis Gay-Lussac 1825 erlangte Patent markiert die Erfindung der Stearinkerze.
Ab der 1831 in Paris angelaufenen industriellen Produktion entwickelte sich die neuartige Kerzenherstellung schnell zu einem neuen Wirtschaftszweig. Die Fabrikanten überboten sich gegenseitig mit Verbesserungen und Patenten. Trotz zeitgleicher Verfügbarkeit hell brennender Öllampen revolutionierte die Stearinkerze weltweit den Leuchtmittel-Markt.

## Vorgeschichte
Die Geschichte der Kerzenfabrikation reicht weit zurück. Schon gegen Ende des 2. Jahrhunderts wurde zwischen Wachskerzen und Fett- bzw. Talgkerzen unterschieden:
Das sehr begrenzt vorhandene Bienenwachs war ein kostspieliger Kerzenrohstoff, echte Wachskerzen daher den Kirchen und Adelshöfen vorbehalten. Um die begehrten weißen Kerzen zu erhalten, wurde das Wachs in einer Wachsbleiche entfärbt oder das aus der Melone des Pottwals gewonnene Walrat verwendet. Bei der Kerzenherstellung aus Bienenwachs hat sich das Verfahren bis heute nur unwesentlich verändert.
Die Kerze des einfachen Volks war das Talglicht. Talg, auch Unschlitt und Inselt, fiel beim Schlachten von Rindern und Schafen in großen Mengen an und hatte einen entsprechend niedrigen Preis. Nachteilig war aber nicht nur der unangenehme Geruch. Talglichter rußten stark und brannten aufgrund des niedrigen Schmelzpunktes (maximal 45 °C) sehr schnell ab. Als Ende des 18. Jahrhunderts die Argand-Lampe auf den Markt kam, nahmen die Beschwerden über die Fettkerze zu. Trotz einiger Erfolge bei der Verbesserung der Qualität – wie durch neue Fettmischungen mit Bienenwachsanteil und neue Dochte – blieb das Ergebnis ein Quell der Unzufriedenheit. Die Stearinkerze löste das Problem. Dabei hatten weder Kerzenmacher noch Chemiker danach gesucht.

## Erfindung
Der Pariser Chemiker Eugène Chevreul erforschte seit 1810 die Verseifung tierischer Fette. Ab 1816 kam er zu dem Schluss, dass diese aus einer Kombination von Glycerin und drei Fettsäuren bestehen: der Ölsäure, der Margarinsäure und der Stearinsäure (von griech. στέαρ = Talg). Der Unterschied lag im Schmelzpunkt: <10 °C, ca. 60 °C und ca. 70 °C. Chevreul schied neben dem Glyzerin das unbrauchbare Olein zunächst mit Hilfe von Alkohol ab. Dann erwies sich die Verwendung geeigneter Pressen jedoch als praktischer. Inspiriert hatte ihn vermutlich der Botaniker Henri Braconnot, der bereits 1815 oder 1816 eine Trennung von Stearin und Olein durch das Pressen von Schafsfett zwischen porösem Papier vorgenommen hatte. Aufgrund unzureichender Einblicke in die chemischen Prozesse bei der Verseifung konnte Braconnot das Tropfen seiner Kerzen aber nicht gänzlich verhindern.
1825 erhielten Chevreul und sein Kollege Joseph Louis Gay-Lussac ein französisches und ein englisches Patent für die Herstellung von Stearinsäurekerzen. Sie hatten die feste Stearinsäure durch die Verseifung mit Kalisalz oder Soda, die Neutralisierung mit Schwefelsäure und das Herauspressen der Ölsäure gewonnen. Damit war im Prinzip der technische Grundstein für eine Stearinkerzenindustrie gelegt. Die festere Fettsäure erforderte jedoch eine Anpassung des Kerzendochts. Dies gelang dem Brücken- und Straßenbauingenieur Jules-Léonard-Louis Cambacérès, indem er einen sich krümmenden und damit aus dem brennenden Gaskegel der Flamme austretenden Baumwolldocht entwickelte. Da die neuen Kerzen nicht rußten, erübrigte sich das lästige „Lichtputzen“. Den nächsten Schritt unternahm der Mediziner Adolphe de Milly. Zusammen mit Adolphe Motard kombinierte er das Kerzenmaterial seines Lehrers Chevreul mit dem Docht Cambacérès’ und gründete 1831 unweit der Place de l’Étoile die kleine Kerzenmanufaktur „les bougies de l’étoile“.

## Industrielle Produktion

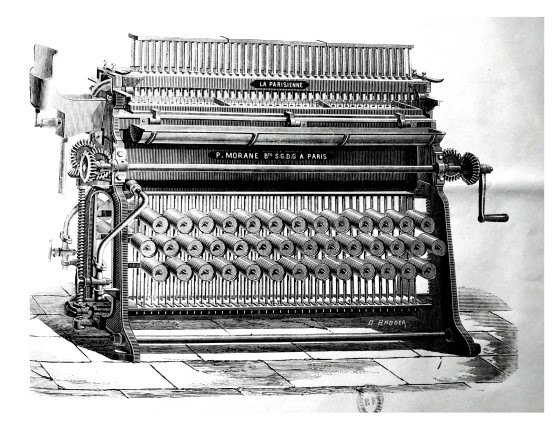
Moranes Apparatur zum Gießen von Stearinkerzen, 1856

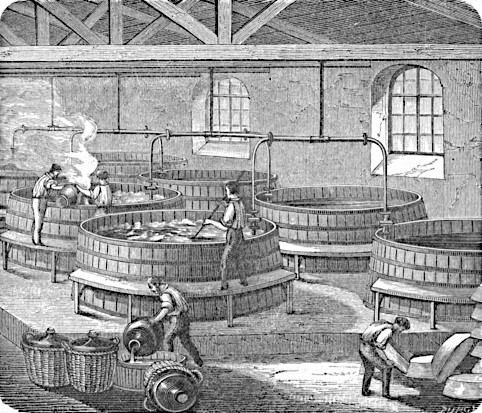
Industrielle Talg-Verseifung mit gelöschtem Kalk

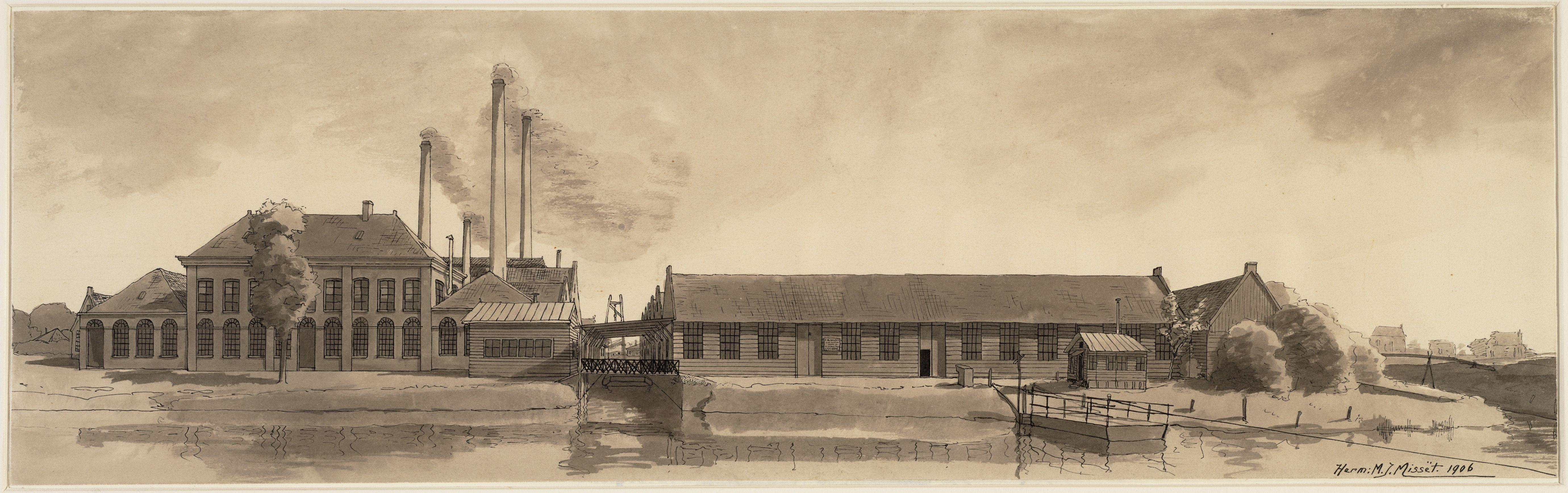
Herman Misset: Koninklijke Fabriek van Waskaarsen, 1906

Das neue Material erlaubte ein Gießverfahren, das sich viel besser mechanisieren ließ als das gängige Ziehverfahren. 1834 konstruierte der Zinngießer Joseph Morgan in Manchester eine Gießmaschine, die bis zu 1500 Kerzen pro Stunde ermöglichte. Die 1856 auf den Markt gebrachte Apparatur des Pariser Mechanikers François-Paul Morane schaffte sogar 14.400 Kerzen pro Stunde. Eine detaillierte Erläuterung der Gießmaschine von R. Wünschmann liefert die Brockhaus Enzyklopädie. Zwei weitere Methoden, die Herstellungskosten zu senken, waren die Verseifung mit gelöschtem Kalk sowie eine zusätzliche Heißpressung nach der üblichen Kaltpressung. Die Bruchanfälligkeit der harten Kerzen reduzierten die Produzenten durch eine Bienenwachszugabe, die schon kurze Zeit darauf durch das (billigere) Paraffin ersetzt wurde.
Dass „neben der Öl- und Tranfunzel immer noch die Kerze als wichtigste Lichtquelle für die private Behausung“ diente, lässt sich an der großen Zahl der neu errichteten Fabriken ablesen. In Frankreich entstanden innerhalb weniger Jahre beispielsweise die Stéarineries de la Villette, des Batignolles und de l'Ourcq, zudem Bougie royale, Bougie Céleste etc. Auch im Ausland löste die „Sternkerze“ die Talgkerze in ungeheurer Geschwindigkeit ab. Einige Beispiele sind:
- Der Bruder des Pariser Pioniers erhielt 1839 die Erlaubnis zur Produktion von Stearinkerzen in Wien. Gustave de Millys Milly-Kerzen-Fabriks-Gesellschaft wurde 1858 zwar liquidiert, die erst wenige Jahre zuvor erbaute Fabrik im Wiener Bezirk Liesing jedoch von Friedrich Adalbert Sarg aus Nürnberg ersteigert. Er behielt die Marke „Milly“ bei.[11]
- A. Motard & Co., Berlin, war um 1839 das erste Unternehmen in Deutschland, das Stearinkerzen auf der Basis des Milly-Motard’schen Verfahrens herstellte. Wegen der Geruchsbelästigung zog die Fabrik später in ein stillgelegtes Sägewerk nach Sternfeld. 1979 erwarb die Deutsche Gelatine-Fabriken Stoess & Co. GmbH die Aktienmehrheit und stellte die Kerzenproduktion ein.[12]
- Die Koninklijke Fabriek van Waskaarsen in Amsterdam genoss das durch König Wilhelm I. in den 1830er-Jahren erteilte Hoflieferanten-Privileg[13] bis zu ihrem Abriss 1906. Die konkurrierende Stearine-Kaarsenfabriek in Gouda durfte diesen Titel noch einige weitere Jahrzehnte führen. Eine Lithoserie von Jan Toorop veranschaulicht den Produktionsprozess.

## Alternative Fette

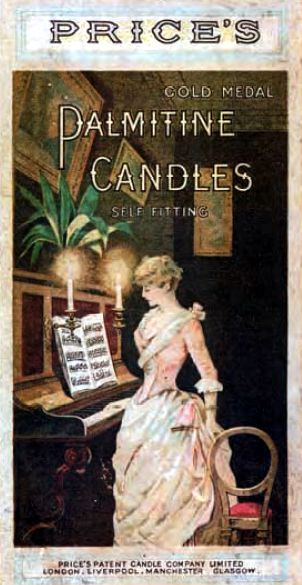
Werbung für Price’s Palmitine Candles, vor 1870

Waren die ursprünglichen Stearinkerzen noch ausschließlich aus Talg gefertigt, erkannte man schnell den großen Vorteil, auch Hautfett, Fischöl, Restaurant- und Industriefette verwerten zu können. Ab den 1840er-Jahren analysierten Botaniker und Chemiker zudem tropische Früchte und Samen auf ihr industrielles Potenzial. Zu den wirtschaftlich interessantesten pflanzlichen Fetten zählten das Kokosöl und das Palmöl. Ein Zeichen der Rentabilität des Ölsaaten-Handels sind die ausnehmend großen Kerzenfabriken in den Hafenstädten der Kolonialmächte.
Die 1830 auf der Wirral-Halbinsel bei Liverpool errichtete Price’s Patent Candle Company galt Ende des 19. Jahrhunderts als größte Kerzenfabrik der Welt. Seit 1850 mit der Auszeichnung Royal warrant of appointment des britischen Königshauses ausgestattet, fertigt das Haus heute neben hochwertigen Kerzen auch Aromatherapie-Produkte.
Der Stearinkerzenboom währte kaum über die Jahrhundertwende hinaus. Paraffinkerzen waren billiger, elektrisches Licht bedeutend heller. Heute erfüllen Kerzen jeglichen Materials einen rein dekorativen Zweck. Außer, dass die Produktionstechniken noch weiter optimiert wurden, hat sich die Kerzenherstellung nur unwesentlich verändert. In jüngster Zeit lässt sich wieder eine leichte Abkehr vom Kerzenrohstoff Paraffin zugunsten von Stearin beobachten.